# Michel Béguelin
Michel Béguelin (Tramelan, 1 augustus 1936) is een Zwitsers politicus voor de Sociaaldemocratische Partij van Zwitserland (SP/PS) uit het kanton Vaud.

## Biografie
Michel Béguelin werd geboren in Tramelan, in het kanton Bern.
Hij zetelde in beide kamers van de Zwitserse Bondsvergadering. Bij de federale parlementsverkiezingen van 1987 werd hij immers verkozen in de Nationale Raad, waar hij zetelde van 30 november 1987 tot 5 december 1999. Bij de federale parlementsverkiezingen van dat jaar werd hij vervolgens verkozen in de Kantonsraad, waar hij zetelde tussen 6 december 1999 en 2 december 2007. Bij zijn verkiezing in de Kantonsraad in 1999 versloeg hij zittend liberaal Kantonsraadlid Éric Rochat met 50 stemmen.